# لوريان تروشيت
لوريان تروشيت (ولدت في 7 أبريل 1984) هي لاعبة كرة طائرة فرنسية كانت تلعب في المنتخب الفرنسي لكرة الطائرة للسيدات .
شاركت في بطولة أوروبا 2013 لكرة الطائرة للسيدات . شاركت في الألعاب المتوسطية لعام 2013 .